# 草野直樹 (スポーツ紙記者)
草野 直樹（くさの なおき、1965年 - ）は、東京都出身のスポーツライター、元著作家。
1986年、ケイブンシャのアドベンチャーヒーローブックス『影の伝説 魔神バラコンダの謎』でデビュー。その後、スタジオ・ハードでビデオゲームやアニメ作品などのゲームブック製作に携わり、1990年には報知新聞社に入社し、大相撲、ラグビー、モータースポーツ、オリンピック、NFL、NBA等のスポーツ取材を担当している。

## 担当作品リスト
※は他の作家との共著、主にゲームブック作家時代に担当した作品。
アドベンチャーヒーローブックス（勁文社）
- 影の伝説 魔神バラコンダの謎（1986年）※竹田明との共筆。
- ディーヴァ 女戦士ミリスの挑戦（1987年）※刀堂光貴との共筆。
- 禁断の黙示録 クリスタル・トライアングル（1987年）※黒トレスとの共筆。
- 装甲騎兵ボトムズ 復讐の惑星シド（1987年）※上原尚子との共筆、スタジオ・ハード名義。
- 耐熱装甲レガシアム G計画撃滅作戦（1987年）
- 機動戦士ガンダム シャアの帰還 逆襲のシャア外伝（1988年）※日高誠之との共筆。

双葉文庫冒険ゲームブックシリーズ（双葉社）
- リンクの冒険 魔界からの逆襲（1987年）※上原尚子、黒トレスとの共筆。
- 邪聖剣ネクロマンサー イシュメリアの悪夢（1988年）
- ルパン三世 戦慄のサブウェイ（1989年）

その他のゲームブック
- ドラゴンスクロール 甦りし魔竜　コナミスペシャル（コナミゲームブック（コナミ出版）、1988年）
- 熱核姉妹ツインノヴァ 惑星ディクターの陰謀（バンダイ 1989年6月）